# Herinneringsmedaille aan de 50e Verjaardag van het Afstuderen van Koning Christiaan X aan de Militaire Academie
De Herinneringsmedaille aan de 50e Verjaardag van het Afstuderen van Koning Christiaan X aan de Militaire Academie, Deens: "Kong Christian den Tiendes Erindringsmedaille til Minde om 50-års dagen for Hans Majestæts Afgang fra Officersskolen"), is een Deense onderscheiding.
De medaille werd op 20 maart 1941 verleend aan kameraden uit de officiersjaargang van de latere Deense Koning. De koning had, tegen de gewoonten van het Deense hof, de Militaire Academie doorlopen en een officiersopleiding afgemaakt. De koning was daar trots op en al in 1916 was er een medaille, de "1" ingesteld waarmee militairen uit zijn jaargang ter gelegenheid van 's Konings 25-jarig jubileum als officier werden gedecoreerd. Er zijn 105 medailles geslagen.
De ronde zilveren medaille wordt aan een tot een vijfhoek gevouwen rood lint met ingeweven wit kruis op de linkerborst gedragen. De medaille is verhoogd met een zilveren koningskroon die de verbinding met de ring en het lint vormt.
Op de voorzijde is Koning Christiaan X afgebeeld met het rondschrift "CHRISTIANUS X REX DANIÆ". Op de keerzijde staan de data "1889 5 Mai 1939" binnen de gebruikelijke eikenkrans. De medaille is op de afsnede gesigneerd door Lindahl.
Medailles van Verdienste ·
Medaille voor Langdurige Dienst ·
Medaille "Ingenio et Arti" ·
Medaille voor Nobele Daden ·
Ereteken van het Deense Rode Kruis ·
Medaille van Verdienste voor de Groenlandse Onafhankelijkheid ·
Herinneringsmedaille aan de 70e Verjaardag van Hare Majesteit Koningin Margrethe
Herinneringsmedaille aan de 75e Verjaardag van Prins Henrik

Zie ook: Historische Orden van Denemarken · Onderscheidingen in Denemarken